# Olympische Sommerspiele 2024/Teilnehmer (Haiti)
| Gelbes Symbol für Goldmedaillen mit stilisierten Olympischen Ringen | Graues Symbol für Silbermedaillen mit stilisierten Olympischen Ringen | Braundes Symbol für Bronzemedaillen mit stilisierten Olympischen Ringen |
| ------------------------------------------------------------------- | --------------------------------------------------------------------- | ----------------------------------------------------------------------- |
| —                                                                   | —                                                                     | —                                                                       |

Haiti nahm an den Olympischen Spielen 2024 vom 26. Juli bis zum 11. August 2024 in Paris teil. Es war die insgesamt 18. Teilnahme an Olympischen Sommerspielen.
Außer Christopher Borzor konnte kein Teilnehmer aus Haiti auch nur eine Runde weiterkommen, bevor er ausschied. Im Land selbst überraschte dies nicht, da die Mittel und die Umstände für die Vorbereitung der Athleten bei weitem suboptimal waren.

## Teilnehmer nach Sportarten

### Boxen
Im Halbschwergewicht der Männer erhielt Cédrick Belony Duliepre eine Wildcard für seine Teilnahme am olympischen Turnier.
| Athleten                | Wettbewerb       | 1. Runde | 1. Runde | Achtelfinale | Achtelfinale | Viertelfinale | Viertelfinale | Halbfinale    | Halbfinale    | Finale        | Finale        | Rang |
| Athleten                | Wettbewerb       | Gegner   | Ergebnis | Gegner       | Ergebnis     | Gegner        | Ergebnis      | Gegner        | Ergebnis      | Gegner        | Ergebnis      | Rang |
| ----------------------- | ---------------- | -------- | -------- | ------------ | ------------ | ------------- | ------------- | ------------- | ------------- | ------------- | ------------- | ---- |
| Männer                  |                  |          |          |              |              |               |               |               |               |               |               |      |
| Cédrick Belony Duliepre | Klasse bis 80 kg | Freilos  | Freilos  | W. Pereira   | 0:5          | ausgeschieden | ausgeschieden | ausgeschieden | ausgeschieden | ausgeschieden | ausgeschieden | 9    |

### Judo
Über die IJF-Weltrangliste konnte sich ein haitianischer Judoka im Leichtgewicht der Männer qualifizieren.
| Athleten          | Wettbewerb       | 1. Runde  | 1. Runde | 2. Runde | 2. Runde | Achtelfinale  | Achtelfinale  | Viertelfinale | Viertelfinale | Halbfinale / Trostrunde | Halbfinale / Trostrunde | Finale / Platz 3 | Finale / Platz 3 | Rang |
| Athleten          | Wettbewerb       | Gegner    | Ergebnis | Gegner   | Ergebnis | Gegner        | Ergebnis      | Gegner        | Ergebnis      | Gegner                  | Ergebnis                | Gegner           | Ergebnis         | Rang |
| ----------------- | ---------------- | --------- | -------- | -------- | -------- | ------------- | ------------- | ------------- | ------------- | ----------------------- | ----------------------- | ---------------- | ---------------- | ---- |
| Männer            |                  |           |          |          |          |               |               |               |               |                         |                         |                  |                  |      |
| Philippe Metellus | Klasse bis 73 kg | M. Terada | 0s2:11s1 | —        | —        | ausgeschieden | ausgeschieden | ausgeschieden | ausgeschieden | ausgeschieden           | ausgeschieden           | ausgeschieden    | ausgeschieden    | 17   |

### Leichtathletik
Laufen und Gehen
| Athleten           | Wettbewerb   | Qualifikationslauf | Qualifikationslauf | Vorlauf | Vorlauf | Hoffnungslauf | Hoffnungslauf | Halbfinale    | Halbfinale    | Finale        | Finale        | Rang          |
| Athleten           | Wettbewerb   | Zeit               | Rang               | Zeit    | Rang    | Zeit          | Rang          | Zeit          | Rang          | Zeit          | Rang          | Rang          |
| ------------------ | ------------ | ------------------ | ------------------ | ------- | ------- | ------------- | ------------- | ------------- | ------------- | ------------- | ------------- | ------------- |
| Frauen             |              |                    |                    |         |         |               |               |               |               |               |               |               |
| Emelia Chatfield   | 100 m Hürden | —                  | —                  | 13,06 s | 8       | 13,24 s       | 6             | ausgeschieden | ausgeschieden | ausgeschieden | ausgeschieden | ausgeschieden |
| Männer             |              |                    |                    |         |         |               |               |               |               |               |               |               |
| Christopher Borzor | 100 m        | 10,26 s            | 1                  | 10,28 s | 5       | ausgeschieden | ausgeschieden | ausgeschieden | ausgeschieden | ausgeschieden | ausgeschieden | ausgeschieden |

### Schwimmen
| Athleten               | Wettbewerb    | Vorlauf     | Vorlauf | Halbfinale    | Halbfinale    | Finale        | Finale        | Rang |
| Athleten               | Wettbewerb    | Zeit        | Rang    | Zeit          | Rang          | Zeit          | Rang          | Rang |
| ---------------------- | ------------- | ----------- | ------- | ------------- | ------------- | ------------- | ------------- | ---- |
| Frauen                 |               |             |         |               |               |               |               |      |
| Mayah Chouloute        | 50 m Freistil | 29,78 s     | 59      | ausgeschieden | ausgeschieden | ausgeschieden | ausgeschieden | 59   |
| Männer                 |               |             |         |               |               |               |               |      |
| Alexandre Grand’Pierre | 100 m Brust   | 1:02,85 min | 28      | ausgeschieden | ausgeschieden | ausgeschieden | ausgeschieden | 28   |

### Turnen
Im Gerätturnen erhielt Lynnzee Brown eine Wildcard für die Teilnahme an den Olympischen Spielen. Erstmals nimmt Haiti damit bei den Spielen an den Turnwettbewerben teil.

#### Gerätturnen
| Athleten      | Wettbewerb       | Qualifikation | Qualifikation | Finale        | Finale        | Rang |
| Athleten      | Wettbewerb       | Punkte        | Rang          | Punkte        | Rang          | Rang |
| ------------- | ---------------- | ------------- | ------------- | ------------- | ------------- | ---- |
| Frauen        |                  |               |               |               |               |      |
| Lynnzee Brown | Boden            | 12,233        | 64            | ausgeschieden | ausgeschieden | 64   |
| Lynnzee Brown | Sprung           | 13,566        | 42            | ausgeschieden | ausgeschieden | 42   |
| Lynnzee Brown | Schwebebalken    | 11,533        | 70            | ausgeschieden | ausgeschieden | 70   |
| Lynnzee Brown | Stufenbarren     | 11,500        | 74            | ausgeschieden | ausgeschieden | 74   |
| Lynnzee Brown | Mehrkampf Einzel | 48,832        | 53            | ausgeschieden | ausgeschieden | 53   |